# Lampadaire de la place Royale
Les lampadaires de la place royale de Barcelone sont l’œuvre de l'architecte moderniste catalan Antoni Gaudí (1852-1926). 
Il s'agit d'une des premières œuvres du maître en 1879 après avoir obtenu son titre d’architecte et alors qu'il travaillait pour Josep Fontserè i Mestre sur les grilles de la porte d'entrée du Parc de la Ciutadella, raison pour laquelle il reçut cette commande de la mairie de Barcelone pour un éclairage public.
Il conçut deux modèles différents de luminaires, à trois et à six bras. Deux de ces derniers furent installés sur la place Royale sur un socle de pierre. Elles sont bronze et en fer forgé et décorés sur la partie supérieure d'un casque du dieu romain Mercure ainsi que deux serpents enroulés sur le pilier central, conformément à la légende qui rapporte que Mercure lutta contre deux serpents et les sépara avec un caducée. Les luminaires furent inaugurés en septembre 1889. 
Les luminaires à trois branches sont également en nombre pair et placés devant le  Gouvernement Civil du Pla de Palau et furent inaugurées en 1890.

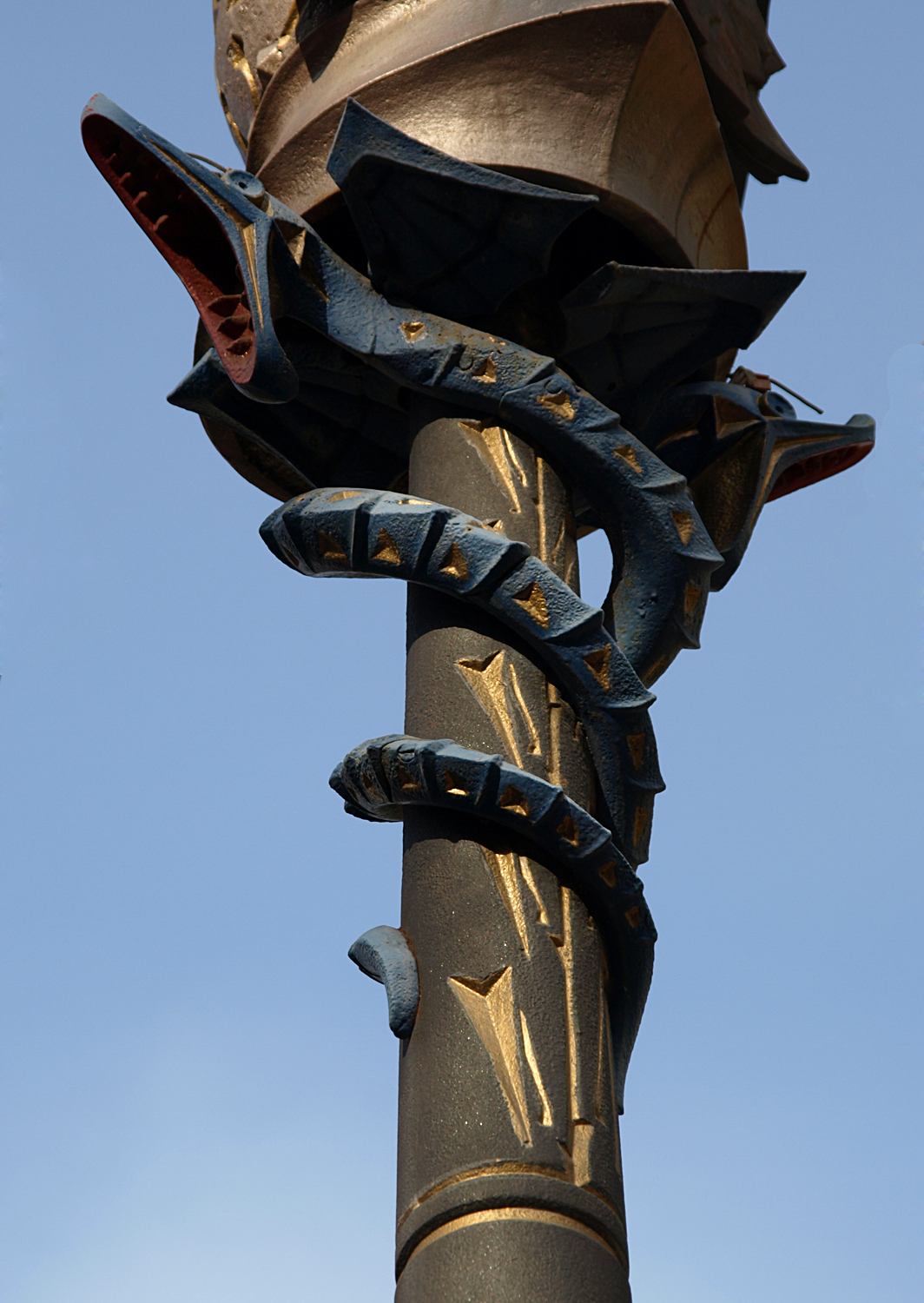
Détail.